# Middletown (Michigan)
Middletown – jednostka osadnicza w Stanach Zjednoczonych, w stanie Michigan, w hrabstwie Shiawassee.